# Brondesbury
Brondesbury is een wijk in het Londense bestuurlijke gebied Brent, in de regio Groot-Londen. De wijk is verdeeld over de twee boroughs Brent en Camden.